# Razdelți, Tărgoviște
Razdelți (în bulgară Разделци) este un sat în comuna Antonovo, regiunea Tărgoviște,  Bulgaria. 

## Demografie
Componența etnică a satului Razdelți
     Turci (81,49%)
     Bulgari (16,53%)
     Nicio identificare (1,96%)
     Altele (0%)
La recensământul din 2011, populația satului Razdelți era de 254 locuitori. Din punct de vedere etnic, majoritatea locuitorilor (81,49%) erau turci, cu o minoritate de bulgari (16,53%). Pentru 1,96% din locuitori nu este cunoscută apartenența etnică.